# Битва на озере Джордж
Битва на озере Джордж (англ. Battle of Lake George) — сражение, состоявшееся 8 сентября 1755 года между союзными франко-индейскими и британскими войсками близ озера Джордж во время войны с французами и индейцами. Несмотря на крупные потери, ни одна сторона не смогла добиться успеха, однако наступление французских войск было остановлено.

## Предыстория
28 августа 1755 года в рамках разворачивавшегося масштабного вооружённого конфликта между французскими и английскими колониями в Северной Америке английские войска под руководством сэра Уильяма Джонсона прибыли к северному берегу озера Lac Saint Sacrement. По распоряжению командующего озеро было переименовано в Джордж в честь короля Великобритании Георга II. Целью наступления британских войск был французский форт Св. Фредерика, являвшийся ключевым в обороне французской Канады.
С целью остановить наступление войск Джонсона, командующий французскими силами барон Дискау с войсками расположился лагерем в форте Карильон, расположенном между двумя крупными озёрами. 4 сентября Дискау решил организовать рейд в тыл англичанам, недавно построившим форт Эдвард на реке Гудзон. Целью рейда было уничтожение лодок, продовольствия и артиллерии, необходимых англичанам в экспедиции. Оставив часть сил в Карильоне, Дискау выступил во главе 222 гренадеров регулярных полков La Reine и Languedoc, 600 ополченцев и 700 индейцев из племени абенаков и 7 сентября 1755 года прибыл к форту Эдвард. Джонсон в то время расположился с главными силами в 14 километрах к северу от форта вдоль берега озера Джордж и вскоре был извещён разведчиками о приближении противника. Джонсон отправил курьера с письмом для предупреждения гарнизона форта Эдвард о приближении противника. Курьер, однако, был перехвачен, и планы Эдварда моментально вскрылись. Несмотря на численный перевес англичан, утром следующего дня Дискау приказал войскам идти маршем к озеру. В этом его поддерживали и индейцы, не желавшие атаковать защищённый артиллерией форт.

## Сражение
В 9:00 утра Джонсон послал полковника Вильямса с 1000 солдатами и 200 могавками для поддержки гарнизона форта (в это время форт защищало 500 английских солдат). Обеспокоенный наступлением англичан, Дискау расположил своих гренадеров на дороге к форту, а ополченцам и индейцам приказал устроить засаду по бокам дороги. Колонна Уильямса, тем самым, угодила в ловушку, попав под перекрёстный ружейный огонь противника. В этом кровопролитном бою погиб командующий колонной полковник Уильямс и вождь мохоков Хендрик. Англичане, расстроив ряды, начали спешно отступать, прикрываемые мохоками и солдатами под командованием полковника Уайтинга. В этом бою погиб известный французский командующий Легардуэр де Сен Пьер, пользовавшийся большой популярностью среди индейцев.
Дискау решил развить успех и приказал атаковать лагерь Джонсона. Но уже в это время Дискау контролировал только регулярные части: индейцы и отчасти ополченцы отказывались принимать участие в наступлении. Дискау построил гренадеров в колонну из шести рядов и лично возглавил наступление, желая воодушевить своих солдат и союзников. Тем временем англичане уже успели укрепить лагерь, построив вокруг него баррикады из повозок, перевёрнутых лодок и сваленных деревьев. При приближении французов англичане открыли огонь картечью при поддержке трёх пушек и проделали большие бреши в рядах французов. Сам Дискау был ранен в сражении и попал в плен. Наступление французов захлебнулось.
В это время командующий гарнизоном форта Джозеф Бланчард, увидев дым сражения, послал на разведку отряд из 80 солдат Нью-Гемпширского провинциального полка и 40 солдат Нью-Йоркского под командованием капитана Макгенниса. В пути они набрели на французский обоз и, рассеяв охрану, быстро захватили его. В 4 часа пополудни на пути англичан оказался отступавший французский отряд численностью 300 человек (в основном, канадских ополченцев и индейцев). Англичане устроили засаду и открыли прицельный огонь при приближении противника. 

## Последствия
В этом бою англичане одержали уверенную победу, потеряв при этом лишь 6 человек (правда, погиб командующий британским отрядом капитан Макгеннис). В сражении было убито столько французов, что тела их после сражения бросили в ближайший пруд, который после этого приобрёл характерное название Bloody Pond (в пер. с англ. — «Кровавый пруд»). В результате сражения потери англичан составили 331 солдат, а французов — 339 солдат. Сражение поставило крест на военной карьере барона де Дискау и остановило наступление французских войск в регионе.